# Họ Chạnh ốc
Họ Chạnh ốc (danh pháp khoa học: Pandaceae) theo định nghĩa của hệ thống APG III năm 2009 chứa 3 chi và 15 loài, mà theo các phân loại trước đây thuộc về tông Galearieae của phân họ Acalyphoideae trong họ Euphorbiaceae. Chúng là:
- Galearia (bao gồm cả Bennettia, Cremostachys): Tại Việt Nam có 1 loài là cánh bông, chạnh ốc, oách bộng (Galearia fulva)
- Microdesmis (bao gồm cả Tetragyne): Khoảng 10 loài. Tại Việt Nam có 1 loài là chẩn hay chanh ốc, sắng rừng hoặc rau mì chính (Microdesmis caseariaefolia).
- Panda (bao gồm cả Porphyranthus)

Các loài trong họ này sinh sống tại Tây Phi và Đông Nam Á, kéo dài tới New Guinea.
Chi Centroplacus (trước đây xếp trong tông Centroplaceae của họ Phyllanthaceae) đã từng được đặt trong họ này, nhưng hiện tại APG III công nhận nó như là một phần của họ Centroplacaceae.